# Bas van der Vlies
Bastiaan Johannis (Bas) van der Vlies (ur. 29 czerwca 1942 w Sliedrechcie, zm. 7 listopada 2021 w Utrechcie) – holenderski polityk i nauczyciel, długoletni parlamentarzysta oraz lider Politycznej Partii Protestantów (SGP).

## Życiorys
Ukończył studia na Uniwersytecie Technicznym w Delfcie. W latach 1967–1981 pracował jako nauczyciel matematyki, a od 1973 również wicedyrektor szkoły chrześcijańskiej College Blaucapel. Powoływany w skład różnych organów doradczych i zarządzających konserwatywnych organizacji społecznych i religijnych. Zaangażował się w działalność polityczną w ramach Politycznej Partii Protestantów, skupiającej ortodoksyjnych kalwinistów. W latach 1974–1982 zasiadał w radzie prowincji Utrecht. W latach 1981–2010 nieprzerwanie zasiadał z jej ramienia w Tweede Kamer, niższej izbie Stanów Generalnych. Od 1986 do 2010 był liderem SGP i jednocześnie przewodniczącym jej niewielkiej frakcji parlamentarnej (liczącej w różnych kadencjach 2 lub 3 osoby).
Odznaczony Krzyżami Kawalerskimi Orderu Lwa Niderlandzkiego (1994) oraz Orderu Oranje-Nassau (2010).